# جايسون غوليت
جايسون غوليت هو لاعب هوكي جليد كندي، ولد في 25 فبراير 1983 في وينيبيغ في كندا.

## وصلات خارجية
- جايسون غوليت على موقع EliteProspects.com (الإنجليزية)
- جايسون غوليت على موقع HockeyDB.com (الإنجليزية)